# Андреа Бальдіні
Андре́а Бальді́ні (іт.: Andrea Baldini; *19 грудня 1985 року, Ліворно, Італія) — італійський фехтувальник (рапіра), чемпіон світу 2008 року у командній першості та 2009 року в індивідуальній першості, чотириразовий чемпіон Європи (двічі в особистій і двічі у командній першості), був першим номером у світовому рейтингу рапіристів до дискваліфікації через позитивну допінг-пробу, яка не дозволила йому взяти участь у Олімпійських іграх у Пекіні.

## Дискваліфікація Бальдіні
Після чемпіонату Європи 2008 року, що пройшов у Києві, відбувся допінг-скандал. Андреа Бальдіні не зміг успішно пройти перевірку на допінг: результат допінг-проби показав присутність забороненого препарату — фуросеміду. Після відкриття допінг-проби «В», яка також стала позитивною, стало зрозуміло, що італієць не зможе взяти участь у Олімпійських іграх (замість нього на ігри поїхав Андреа Кассара), він також був виключений з протоколу особистих змагань чемпіонату Європи і разом з товаришами по команді позбавлений золотих нагород чемпіонів Європи у командній першості. Чемпіонами стали рапіристи Польщі. Пізніше, у квітні 2009 року, на засіданні антидопінгової комісії FIE, що проходило у Белфасті, було вирішено дискваліфікувати Бальдіні на 6 місяців, починаючи з 3 вересня 2008 року, це означало, що на момент засідання час дискваліфікації вже сплинув. Сам Бальдіні не визнав факту вживання забороненого препарату.

## Інтернет-джерела
- Профіль на сайті www.nahouw.net